# دیلیپ باروا (بازیکن فوتبال)
دیلیپ باروا (بنگالی: দিলীপ বড়ুয়া؛ ۲ اوت ۱۹۴۶ – ۲۶ اکتبر ۲۰۱۵) بازیکن و مربی فوتبال اهل بنگلادش بود.
وی همچنین در تیم ملی فوتبال بنگلادش بازی کرده است.